# Prochor
Prochor – imię męskie pochodzenia greckiego, od Προχορος – z choreo "tańczę"; pro – "przed"; imię to oznacza "ten, co prowadzi taniec; pierwszy tancerz". Św. Prochor był jednym z 7 pierwszych diakonów. Polskimi formami tego imienia są: Prochor, Prochorus, Prochort, Profor, Prophiorus, Profortus.
Prochor imieniny obchodzi 9 kwietnia i 10 sierpnia.